# The Dean and I
The Dean and I is een single van 10cc. Het is afkomstig van hun album 10cc. Deze vierde single van de band was wederom een succes in het Verenigd Koninkrijk en Ierland met respectievelijk een 10e en 1e plaats. In Nederland verkocht de single nauwelijks; het haalde de hitparades niet.
De single geschreven door Kevin Godley en Lol Creme gaat over een vader die zijn kinderen vertelt hoe zij hun moeder ontmoette; zij was de dochter van de decaan. In het lied wordt hun liefde vergeleken met de gang naar Paradise Lost van John Milton. De singleversie verschilde van de albumversie; het begin werd ingekort.
B-kant was Bee in my Bonnet.
Graham Gouldman · Eric Stewart · Kevin Godley · Lol Creme

Paul Burgess · Rick Fenn · Stuart Tosh · Duncan Mackay · Tony O'Malley